# Oblężenie Kamieńca Podolskiego (1672)
Oblężenie Kamieńca Podolskiego przez Turków miało miejsce 18 – 27 sierpnia 1672 podczas wojny polsko-tureckiej 1672-76.

## Przed oblężeniem
Kamieniec Podolski, zwany "kluczem do Podola (Rzeczypospolitej)", został oblężony przez wojska tureckie 14 sierpnia 1672 roku. Twierdza ówcześnie miała już niezmodernizowane umocnienia i słabą załogę składającą się z 200 żołnierzy stałej załogi, 500-osobowy regiment piechoty pod dowództwem majora Kwasiborskiego z zaciągu biskupa krakowskiego Andrzeja Trzebickiego, dwa regimenty piesze (ok. 300-400 ludzi) pod dowództwem kapitana Wąsowicza i kapitana Bukara, 24 dragonów, 70 ludzi z chorągwi jazdy, 80 kijanów rotmistrza Jana Mokrzyckiego i trochę jazdy wołoskiej Jerzego Wołodyjowskiego. Łącznie załoga stanowiła ok. 1500 żołnierzy, z czego 1060 ludzi obsadziło Stary i Nowy Zamek, a reszta zajęła pozycje w mieście. Stanowiło to jedynie 1/7 potrzebnej obsady ogniowej. Obroną dowodził starosta podolski Mikołaj Potocki. Północną stronę Nowego Zamku obsadził rotmistrz Myśliszewski z 700 ludźmi, południową stronę z kolei chorąży podolski Wojciech Humiecki oraz regiment generała Łączyńskiego pod dowództwem kapitana Wąsowicza oraz część dragonów Wołodyjowskiego, razem ok. 400 ludzi. Pozostali dragoni i serdiucy Montowidły zajęli Stary Zamek. Kluczowy punkt obrony miasta, czyli Ruską Bramę, obsadziło 230 ludzi stolnika latyczowskiego Stanisława Makowieckiego. Bramę Lacką obsadził wojski latyczowski Stanisław Grodecki z ochotnikami i szlachtą. Wielkiego Szańca bronił wójt lacki Cyprian Tomaszewicz. Obroną mostu dowodził młody cześnik podolski Józef Wasilkowski.

## Atak Turków
12 sierpnia pod zamek podeszły oddziały tatarskie i konnica turecka, którą odpędzono salwami z dział. 14 sierpnia dotarły pod twierdzę siły tureckie z wielkim wezyrem, które zaczęły sypać siedem wielkich szańców do ostrzału Polaków ze 120 dział ustawionych na okolicznych wzniesieniach. Ostrzał z nowoczesnej artylerii paraliżował obrońców, ponieważ na Nowy Zamek padało dziennie 400 kul armatnich i 200 granatów z moździerzy. 16 sierpnia dotarła reszta wojsk tureckich. 20 sierpnia Turcy trafili w jeden ze składów amunicji ulokowanych w baszcie Starego Zamku i po gigantycznej eksplozji podjęli pierwszą próbę szturmu, który odparto zadając znaczne straty Turkom. W związku z tym Turcy ograniczyli się do nękania obrońców nieustannym ostrzałem. Pod jego wpływem obrońcy zmuszeni byli wycofać się z podkopywanego przez tureckich minerów Nowego Zamku do Starego Zamku, który nie był przygotowany w stopniu tamtejszych wymogów wojennych do prowadzenia ostrzału z dział z murów, ponieważ na średniowieczne mury nie można było wciągnąć dużych dział. Stąd też wszystkie wycofane działa wypełniły wszystkie strzelnice kluczowe we wszystkich basztach (dostosowanych do tego celu już w XVI wieku), z których ostrzał wroga prowadzony były skutecznie z najwyższych ich partii. 25 sierpnia Turcy podkopali się pod jedną z baszt Starego Zamku i wysadzili ją w powietrze, po czym podjęli ponownie szturm, który odparto z wielkimi ofiarami. Poległ między innymi Wojciech Humieniecki. Turcy jednak w dalszym ciągu prowadzili podkopy, tym razem już z trzech stron. W tej sytuacji Potocki, z uwagi na brak możliwości obronienia zamku, 26 sierpnia podjął decyzję o kapitulacji. Potocki chciał także oszczędzić mieszczan, ponieważ prawo tureckie w razie zdobycia miasta szturmem pozostawiało żołnierzom wolną rękę przez 3 dni. 30 sierpnia obrońcy opuścili Kamieniec. Wielki wezyr wjechał uroczyście do Kamieńca 3 września. Większość świątyń zamieniono na meczety, zniszczono cmentarze, burzono domy, a przy katedrze wybudowano minaret. Ulokowano też w nim 10-tysięczny turecki garnizon. Sprowadzono także Żydów, którzy korzystali z tureckiej protekcji kosztem Ormian z Kamieńca. Turcy pozostali w Kamieńcu przez 27 lat.

## Konsekwencje upadku Kamieńca
Utrata kluczowej twierdzy zmusiła Rzeczpospolitą do podpisania traktatu buczackiego zobowiązującego ją do oddania Podola i płacenia Turkom rocznego haraczu w wysokości 22 tysięcy dukatów. Szybko wystawiono wielką armię, na czele której Jan Sobieski pokonał w listopadzie 1673 roku Turków pod Chocimiem. Kamieńca jednak nie udało się odzyskać, ponieważ część wojsk litewskich pod wodzą hetmana Paca opuściła Podole. W celu szachowania twierdzy pod kontrolą turecką hetman Jabłonowski wybudował w 1692 roku nad Dniestrem fortecę Okopy Świętej Trójcy. Kamieniec Polska odzyskała w 1699 roku na mocy traktatów karłowickich.